# Tony O'Dell
Tony O'Dell (nacido como Anthony Dell'Aquila; 30 de enero de 1960) es un actor estadounidense. Es más conocido por su papel como Jimmy, miembro de Cobra Kai, en la película de 1984 The Karate Kid y The Karate Kid Part II (cameo), y la segunda temporada de su spin-off Cobra Kai, y como el preppy Alan Pinkard en la ABCsitcom Head of the Class (1986-91).

## Primeros años y carrera
O'Dell nació como Anthony Dell'Aquila en Pasadena, California, y creció en Altadena. Se graduó de St. Escuela Secundaria Francis. Su primera aparición en televisión fue el episodio de Halloween de 1978 de la serie de televisión de la NBC CHiPs, titulado "Trick or Trick". Más tarde apareció en la efímera serie de ciencia ficción de CBS de 1985 Otherworld, como Trace Sterling. Uno de sus papeles más largos fue el del estudiante de secundaria Alan Pinkard en la comedia de ABC Head of the Class (1986-91). Más tarde apareció en Suddenly Susan, The George Lopez Show y K.C. Encubierto.
En 1984, interpretó al miembro de Cobra Kai Jimmy, en las dos primeras películas de Karate Kid, y apareció en el video musical de 2007 para la canción Sweep the Leg de No More Kings como una caricatura de sí mismo y Jimmy de The Karate Kid. O'Dell repitió el papel de Jimmy durante la serie web de YouTube de la temporada 2 de 2019 Cobra Kai.

## Filmografía

### Películas
- 1979 Good Luck, Miss Wyckoff
- 1980 Falling in Love Again
- 1981 Rivals
- 1983 Hadley's Rebellion
- 1984 The Karate Kid
- 1985 Evils of the Night
- 1986 Chopping Mall
- 1986 The Karate Kid Part II

### Televisión
- 1978 CHiPs
- 1979 Scooby-Doo and Scrappy-Doo
- 1980 Fridays
- 1980 Eight Is Enough
- 1980 Family
- 1981 Dinastía
- 1981 ABC Weekend Specials
- 1982 The Scooby & Scrappy-Doo/Puppy Hour
- 1982 McClain's Law
- 1983 The Puppy's Further Adventures
- 1984 Lottery!
- 1985 Otherworld
- 1985 Simon & Simon
- 1986 Airwolf
- 1986-1991 Head of the Class
- 1988 Murder, She Wrote
- 1996 In the House
- 2000 Suddenly Susan
- 2002-2003 George Lopez
- 2011 Shake It Up
- 2015 K.C. Undercover
- 2019 Cobra Kai
- 2021 Sydney to the Max